# Hellraiser: Deader
Hellraiser: Deader is een Amerikaanse horrorfilm uit 2005 onder regie van Rick Bota. Het is het derde deel in de Hellraiser-filmserie waar de oorspronkelijke bedenker Clive Barker niet bij betrokken was. Het was tevens het derde deel dat direct-naar-video werd uitgebracht.

## Synopsis
Is er een groter gevaar dan Pinhead? Journaliste Amy duikt undercover, nadat zij een tip heeft gekregen over een mysterieuze sekte: de 'Deaders'. Naar verluidt kunnen deze 'Deaders' de doden weer tot leven wekken en gebruiken voor hun eigen gewin. Als Amy schijnbaar een nieuw sekteslachtoffer ontdekt, komt ze bij toeval
in het bezit van een puzzeldoos. De puzzeldoos die de poort is naar de wereld van Pinhead en zijn moordlustige Cenobites. Geplaagd door visioenen komt ze terecht bij de leider van de 'Deaders', Winter, die haar hulp nodig heeft om de puzzel te kraken en zo de hel op aarde los te laten...

## Rolverdeling
- Doug Bradley: Pinhead
- Kari Wuhrer: Amy Klein
  - Maria Pintea: Jonge Amy
- Paul Rhys: Winter LeMarchand
- Simon Kunz: Charles Richmond
- Marc Warren: Joey
- Georgina Rylance : Marla
- Ionut Chermenski: Groepsleider
- Hugh Jorgin: Arrogante verslaggever
- Linda Marlowe: Betty
- Madalina Constantin: Anna
- Ioana Abur: Katia
- Constantin Barbulescu: Huisbaas
- Daniel Chirea: Amy's vader